# Euphrasia tetraquetra
Euphrasia tetraquetra är en snyltrotsväxtart som först beskrevs av Breb., och fick sitt nu gällande namn av Étienne Théodore Arrondeau. Euphrasia tetraquetra ingår i släktet ögontröster, och familjen snyltrotsväxter. Inga underarter finns listade i Catalogue of Life.

## Bildgalleri

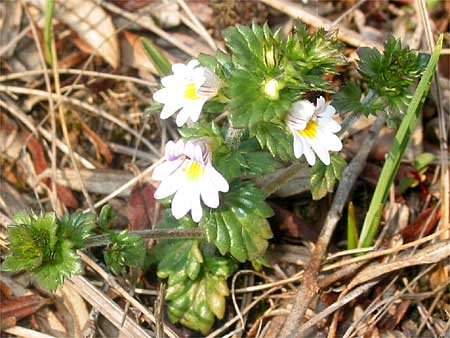